# Rondibilis saperdina
Rondibilis saperdina es una especie de escarabajo longicornio del género Rondibilis, tribu Acanthocinini, subfamilia Lamiinae. Fue descrita científicamente por Bates en 1884.

## Descripción
Mide 8-15 milímetros de longitud.

## Distribución
Se distribuye por Japón y Rusia.